# Премия Киото
Премия Киото (яп. 京都賞) — ежегодная награда за достижения в науке, технологии и культуре, вклад в мировую цивилизацию, деятельность на благо человечества. Учреждена в 1985 году японской керамической компанией в Киото и её директором Кадзуо Инамори (Фонд Инамори). Вручается в трёх направлениях (фундаментальные науки, передовые технологии и философия и искусство) в нескольких номинациях (в каждой — раз в 4 года) с 1987 года, церемония проходит в ноябре.
Наряду с премией Японии делит первые два места среди наград в междисциплинарных областях знания в рейтинге международных научных наград от IREG (International Ranking Expert Group).

## Лауреаты

### Фундаментальные науки

#### Биология
- 1986: Джордж Эвелин Хатчинсон ( США)
- 1990: Джейн Гудолл ( Великобритания)
- 1993: Уильям Дональд Гамильтон ( Великобритания)
- 1997: Дженсен, Дэниэл Хант ( США)
- 2001: Джон Мейнард Смит ( Великобритания)
- 2005: Саймон Левин ( США)
- 2009: Питер и Розмари Грант ( Великобритания)
- 2013: Масатоси Нэи ( США)
- 2017: Грэм Фаркуар ( Австралия)
- 2022: Брайан Гренфелл[англ.] ( Великобритания)

#### Математика
- 1985: Клод Шеннон ( США)
- 1989: Израиль Гельфанд ( Россия)
- 1994: Андре Вейль ( Франция)
- 1998: Киёси Ито ( Япония)
- 2002: Михаил Громов ( Франция)
- 2006: Хиротугу Акаике ( Япония)
- 2010: Ласло Ловас ( Венгрия)
- 2014: Эдвард Виттен ( США)
- 2018: Масаки Касивара ( Япония)
- 2023: Эллиот Либ ( США)

#### Науки о земле, астрономия, астрофизика
- 1987: Ян Хендрик Оорт ( Нидерланды)
- 1991: Эдвард Нортон Лоренц ( США)
- 1995: Тюсиро Хаяси ( Япония)
- 1999: Уолтер Манк ( США)
- 2003: Юджин Ньюмен Паркер ( США)
- 2007: Хиро Канамори ( Япония)
- 2011: Рашид Сюняев ( Россия)
- 2015: Мишель Майор ( Швейцария)
- 2019: Джеймс Ганн ( США)
- 2024: Paul F. Hoffman[англ.] ( Канада)

#### Науки о жизни
- 1992: Ясутоми Нисидзука ( Япония)
- 1996: Марио Капекки ( США)
- 2000: Вальтер Геринг ( Швейцария)
- 2004: Альфред Кнудсон ( США)
- 2008: Энтони Джеймс Поусон ( Канада,  Великобритания)
- 2012: Ёсинори Осуми ( Япония)
- 2016: Тасуку Хондзё ( Япония)
- 2020 - (ковид)
- 2021: Роберт Редер ( США)

#### Когнитивные науки
- 1988: Ноам Хомский ( США)

### Передовые технологии

#### Электроника
- 1985: Рудольф Кальман ( Венгрия , ( США)
- 1989: Amos E. Joel, Jr.[англ.] ( США)
- 1993: Джек Килби ( США)
- 1997: Федерико Фаджин ( Италия), Stanley Mazor[англ.] ( США) , Тед Хофф ( США), Масатоси Сима ( Япония)
- 2001: Жорес Алфёров ( Россия), Идзуо Хаяси[англ.] ( Япония), Мортон Паниш[англ.] ( США)
- 2005: Джордж Хейлмейер ( США)
- 2009: Исаму Акасаки ( Япония)
- 2013: Роберт Деннард ( США)
- 2017: Такаси Мимура[нем.] ( Япония)
- 2022: Карвер Мид[англ.] ( США)

#### Биотехнология и медицинские технологии
- 1986: Николь ле Дуарен ( Франция)
- 1990: Сидней Бреннер ( ЮАР)
- 1994: Пол Лотербур ( США)
- 1998: Курт Вютрих ( Швейцария)
- 2002: Лерой Худ ( США)
- 2006: Leonard Herzenberg[англ.] ( США)
- 2010: Синъя Яманака ( Япония)
- 2014: Роберт Лэнджер ( США)
- 2018: Карл Дейссерот ( США)
- 2023: Рюдзо Янагимати ( США)

#### Материаловедение и инженерное дело
- 1987: Morris Cohen[англ.] ( США)
- 1991: Майкл Шварц ( США)
- 1995: Джордж Уильям Грей ( Великобритания)
- 1999: W. David Kingery[англ.] ( США)
- 2003: Джордж Уайтсайдс ( США)
- 2007: Хироо Инокути[нем.] ( Япония)
- 2011: Джон Вернер Кан[англ.] ( США)
- 2015: Тоёки Кунитакэ[нем.] ( Япония)
- 2019: Чин В. Тан ( США)
- 2024: Джон Пендри ( США)

#### Информатика
- 1988: Джон Маккарти ( США)
- 1992: Морис Винсент Уилкс ( Великобритания)
- 1996: Дональд Эрвин Кнут ( США)
- 2000: Энтони Хоар ( Великобритания)
- 2004: Алан Кёртис Кэй ( США)
- 2008: Ричард Карп ( США)
- 2012: Айвен Сазерленд ( США)
- 2016: Такэо Канаде[англ.] ( Япония)
- 2021: Эндрю Яо ( Китай)

### Философия и искусства

#### Музыка
- 1985: Оливье Мессиан ( Франция)
- 1989: Джон Кейдж ( США)
- 1993: Витольд Лютославский ( Польша)
- 1997: Яннис Ксенакис ( Франция)
- 2001: Дьёрдь Лигети ( Австрия)
- 2005: Николаус Арнонкур ( Австрия)
- 2009: Пьер Булез ( Франция)
- 2013: Сесил Тэйлор ( США)
- 2017: Ричард Тарускин ( США)
- 2022: Закир Хусейн ( Индия)

#### Искусства
- 1986: Исаму Ногути ( США)
- 1990: Ренцо Пиано ( Италия)
- 1994: Рой Лихтенштейн ( США)
- 1998: Нам Джун Пайк ( США)
- 2002: Тадао Андо ( Япония)
- 2006: Иссэй Миякэ ( Япония)
- 2010: Уильям Кентридж ( ЮАР)
- 2014: Фукуми Симура[яп.] ( Япония)
- 2018: Джоан Джонас ( США)
- 2023: Налини Малани[англ.] ( Индия)

#### Театр, кино
- 1987: Анджей Вайда( Польша)
- 1991: Питер Брук ( Великобритания)
- 1995: Акира Куросава ( Япония)
- 1999: Морис Бежар ( Франция)
- 2003: Тамао Йосида[нем.] ( Япония)
- 2007: Пина Бауш ( ФРГ)
- 2011: Бандо Тамасабуро V ( Япония)
- 2015: Джон Ноймайер ( ФРГ)
- 2019: Ариана Мнушкина ( Франция)
- 2024: Уильям Форсайт ( США)

#### Философия и этика
- 1988: Пауль Тиме ( ФРГ)
- 1992: Карл Поппер ( Великобритания)
- 1996: Уиллард Куайн ( США)
- 2000: Поль Рикёр ( Франция)
- 2004: Юрген Хабермас ( ФРГ)
- 2008: Чарльз Тейлор ( Канада)
- 2012: Гаятри Чакраворти Спивак ( Индия)
- 2016: Марта Нуссбаум ( США)
- 2021: Бруно Латур ( Франция)